# حلبة شانغهاي الدولية

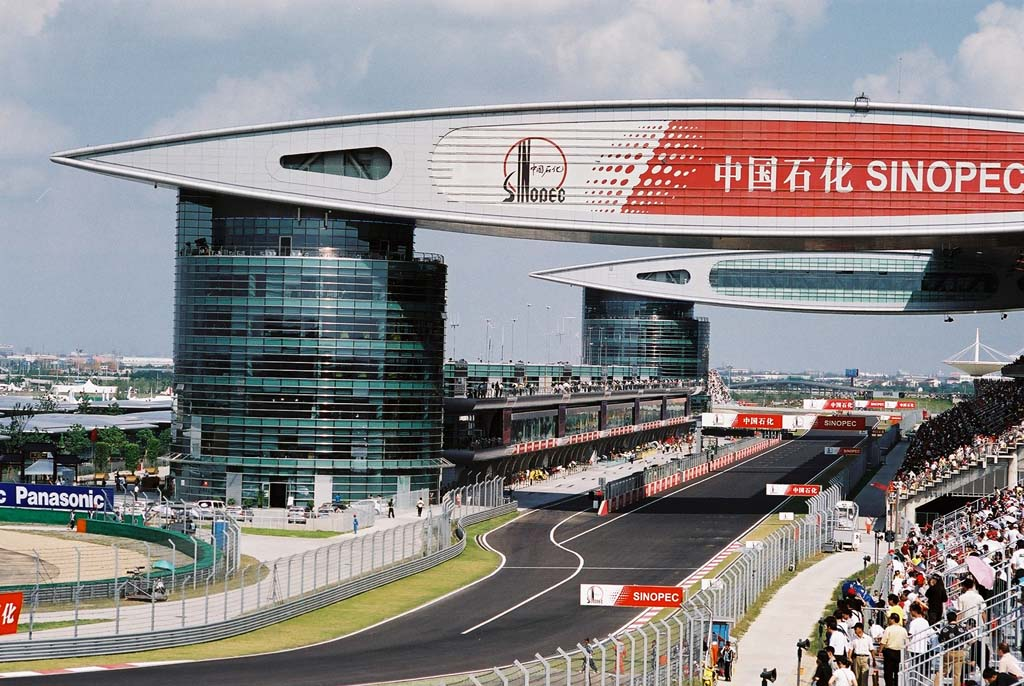
حلبة شانغهاي الدولية

مسار حلبة شانغهاي الدولية

حلبة شانغهاي الدولية هي حلبة لرياضة سباق السيارات بطول 5.451 كم (3.387 ميل) وتقع في شنغهاي، في الصين. والحلبة تستضيف سباق جائزة الصين الكبرى لسيارات الفورمولا واحد. بالإضافة إلى جولة من بطولة العالم للدراجات النارية
، وبطولة سيارات في 8 سوبركار الأسترالية 2005، وكذلك الدور النهائي من سباق الجائزة الكبرى A1 في 2006/2007.
اقيمت الحلبة بتمويل حكومي في منطقة مستنقعات مائية وبلغت تكلفة البناء 450 مليون دولار. وبسبب موقع الحلبة تعرضت بعض المناطق في الحلبة للهبوط. وبالتالي فإن الحلبة سوف تحتاج إلى فحص قبل الحدث في موسم 2011. يبلغ طول مسار اللفة الواحدة 5,5 كيلومتر (3.4 ميل). ويبلغ مساحة الحلبة بأكملها بالإضافة إلى أماكن جلوس وغيرها من المناطق للمتفرجين مساحة إجمالية قدرها 5,3 كيلومتر مربع.
تتقاسم الحلبة مع العديد من الحلبات الجديدة قاسم مشترك بينها. وهي أنها تحمل مصممة من قبل مصمم الحلبات هيرمان تيلك، يمكن لسيارات الجيل الحالي للفورمولا واحد الجيل الحالي تجاوز سرعة 300 كم / ساعة (186 ميلا في الساعة) بسهولة على المسارات الطويلة بين المنعطفات رقم 13 و14. وتخطيط المسار مستوحى من الحرف الصيني شانغ (上) الحرف الأول في اسم مدينة شانغهاي، وتعنى «فوق» أو «صعود».

## معرض صور

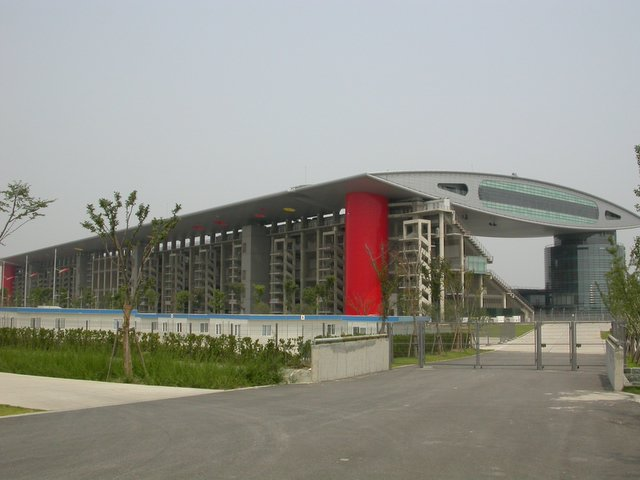
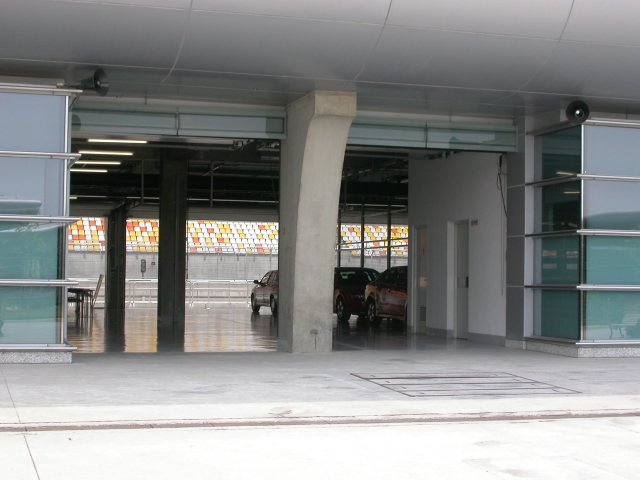
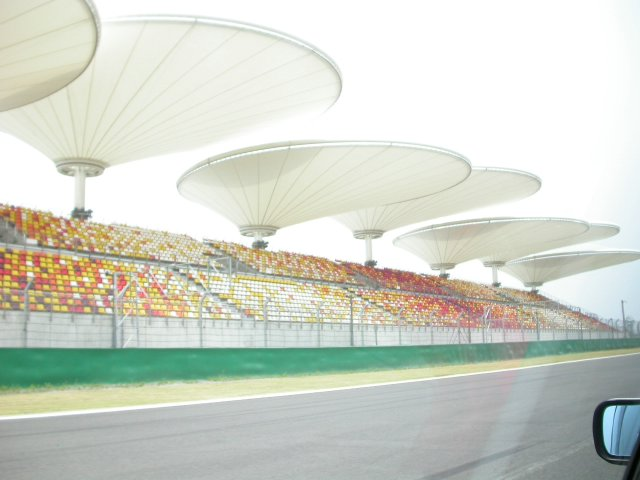
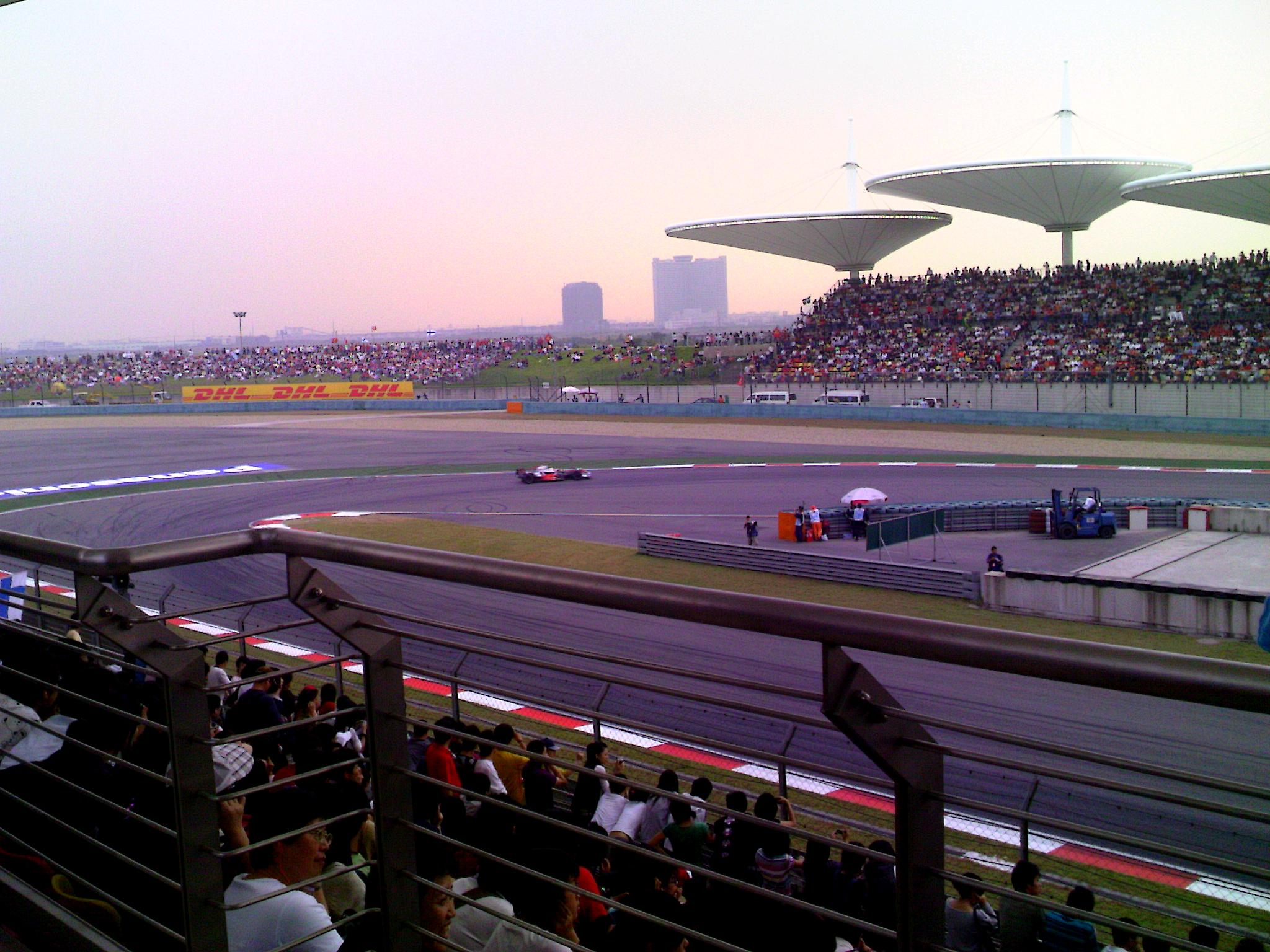
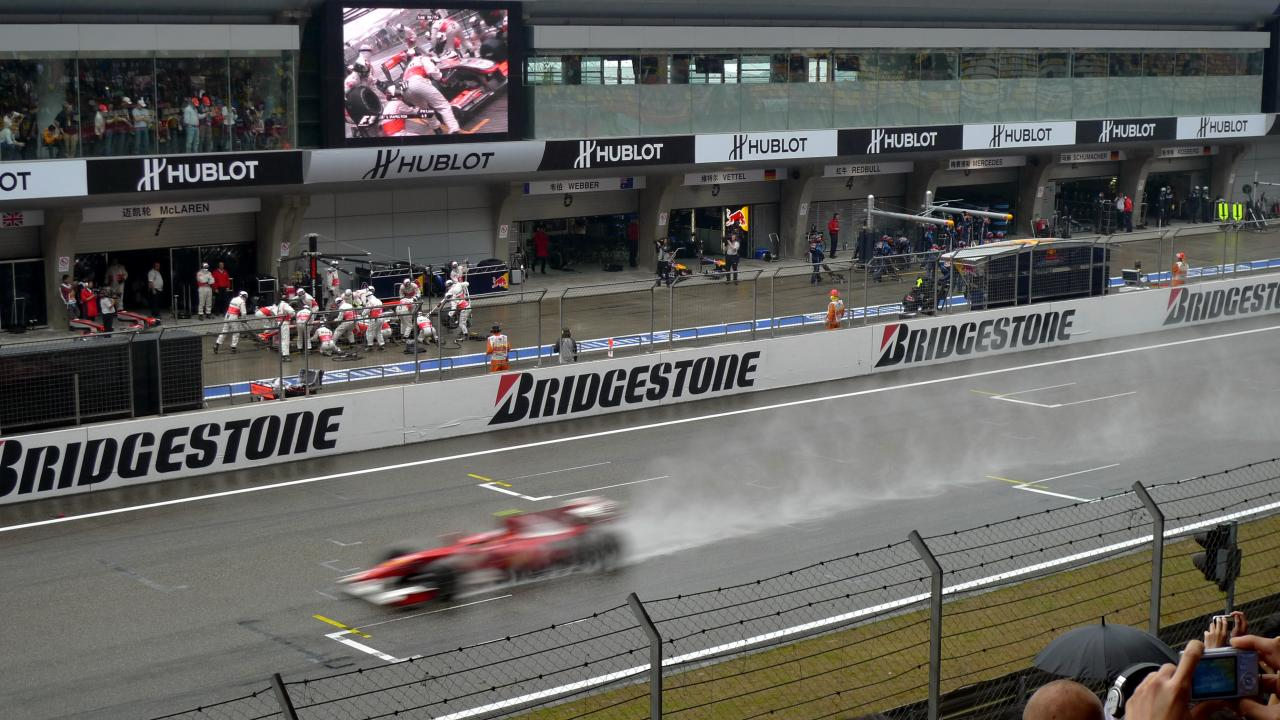
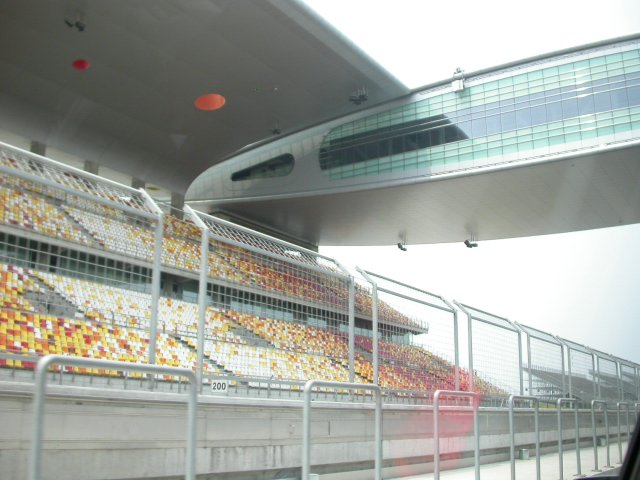